# Kelvin (řeka)
Kelvin je řeka ve Skotsku, v okolí města Glasgow. Pramení v Kilsyth Hills na sever od města a ústí do řeky Clyde v městské čáti Partick. Řeka je dlouhá 33,5 kilometru. Potéká západní částí Glasgowa okolo turisticky atraktivních míst, jako je botanická zahrada, univerzita, galerie Kelvingrove a parkem stejného jména.